# Milenec lady Chatterleyové (film, 2022)
Milenec lady Chatterleyové (v anglickém originále Lady Chatterley's Lover) je romantické drama z roku 2022, které natočila Laure de Clermont-Tonnerre podle scénáře Davida Mageeho na motivy stejnojmenného románu od D. H. Lawrence.
Hlavní role ve filmu ztvárnili Emma Corrin, Jack O'Connell a Matthew Duckett. Jednu z vedlejších rolí ztělesnila Joely Richardson, která ztvárnila titulní roli v seriálu Lady Chatterleyová z roku 1993. Film se natáčel na začátku roku 2022 v sídle a na pozemcích panství Brynkinalt v Chirku v severním Walesu.
Film byl uveden ve Spojeném království a ve Spojených státech ve vybraných kinech od 25. listopadu 2022; celosvětová premiéra proběhla 2. prosince 2022 na streamovací službě Netflix.

## Obsazení
| Emma Corrin      | lady Chatterleyová      |
| Jack O'Connell   | Oliver Mellors          |
| Matthew Duckett  | sir Clifford Chatterley |
| Joely Richardson | paní Boltonová          |
| Ella Hunt        | paní Flintová           |
| Faye Marsay      | Hilda                   |